# Emre Can
Emre Can (født 12. januar 1994) er en tysk professionel fodboldspiller, som spiller for Bundesliga-klubben Borussia Dortmund og Tysklands landshold.
Han har desuden spillet for Bayern München på både ungdomsniveau og som førsteholdsspiller og Eintracht Frankfurt som ungdomsspiller.